# Inishtrahull
Inishtrahull (irlandais : Inis Trá Tholl, signifiant « île de la plage vide ») est l'île la plus septentrionale de l'Irlande. elle a une superficie de 0,34 km² et se trouve à environ 10 kilomètres au nord-est de Malin Head, dans le comté de Donegal. Le point le plus septentrional de l'Irlande, la roche Tor Beg, est à un kilomètre plus au nord.
Inishtrahull abrite le phare le plus septentrional de l'Irlande. L'île a eu une communauté de résidents jusqu'en 1929 et le phare a été gardienné jusqu'en 1987. Aujourd'hui, elle est inhabitée et a été désignée comme aire protégée en raison de sa faune en tant que zone spéciale de conservation et zone de protection spéciale gérée par le Service national des parcs et de la vie sauvage d'Irlande.

## Géologie
L'île est formée d'un gneiss granitique, un type de roche métamorphique, qui est connu comme Inishtrahull Gneiss. Celui-ci est daté de 1,7 milliard d' années, ce qui donne un âge paléoprotérozoïque, et est donc la plus ancienne roche connue sur les îles irlandaises. Ce gneiss est considéré comme faisant partie du Rhinns complex (en) (une roche magmatique) que l'on trouve également sur les îles d'Islay et de Colonsay. Le Rhinns compex est corrélé avec la ceinture métamorphique de Ketilidian au Groenland méridional et au Svecofennian de Scandinavie.

## Les insulaires
L'île est maintenant inhabitée mais elle a eu une communauté résidente jusqu'en 1929 et les gardiens de phare jusqu'en 1987. L'évacuation de la communauté d'Inistrahull a eu lieu en bloc en 1929. La question a été soulevée dans un débat au Dáil Éireann sur la pêche illégale en novembre 1929. Le député  Franck Carney a déclaré qu'Inishtrahull était l'un des rares endroits dans le pays où la population avait effectivement augmenté de près de 100 % de 1881 à 1901. Les habitants de l'île avaient une école et un cimetière et ils gagnaient leur vie de l'industrie de la pêche côtière avec de très petits bateaux. En raison de la pêche illégale par les chalutiers écossais, anglais et français, les insulaires ont été obligés d'évacuer l'île en laissant leurs maisons. Seuls les familles des gardiens du phare sont restées.